# Двигатель Nissan E
Nissan E — серия бензиновых двигателей внутреннего сгорания, выпускавшихся японской компанией Nissan в разные периоды с 1958 по 1998 год. С 1950-х по 1960-е годы в моторную гамму входили двигатели OHV, а с 1981 по 1988 год — SOHC объёмом 1,0—1,6 л (988—1597 см3). Преемниками стали двигатели Nissan GA.

## Первая серия

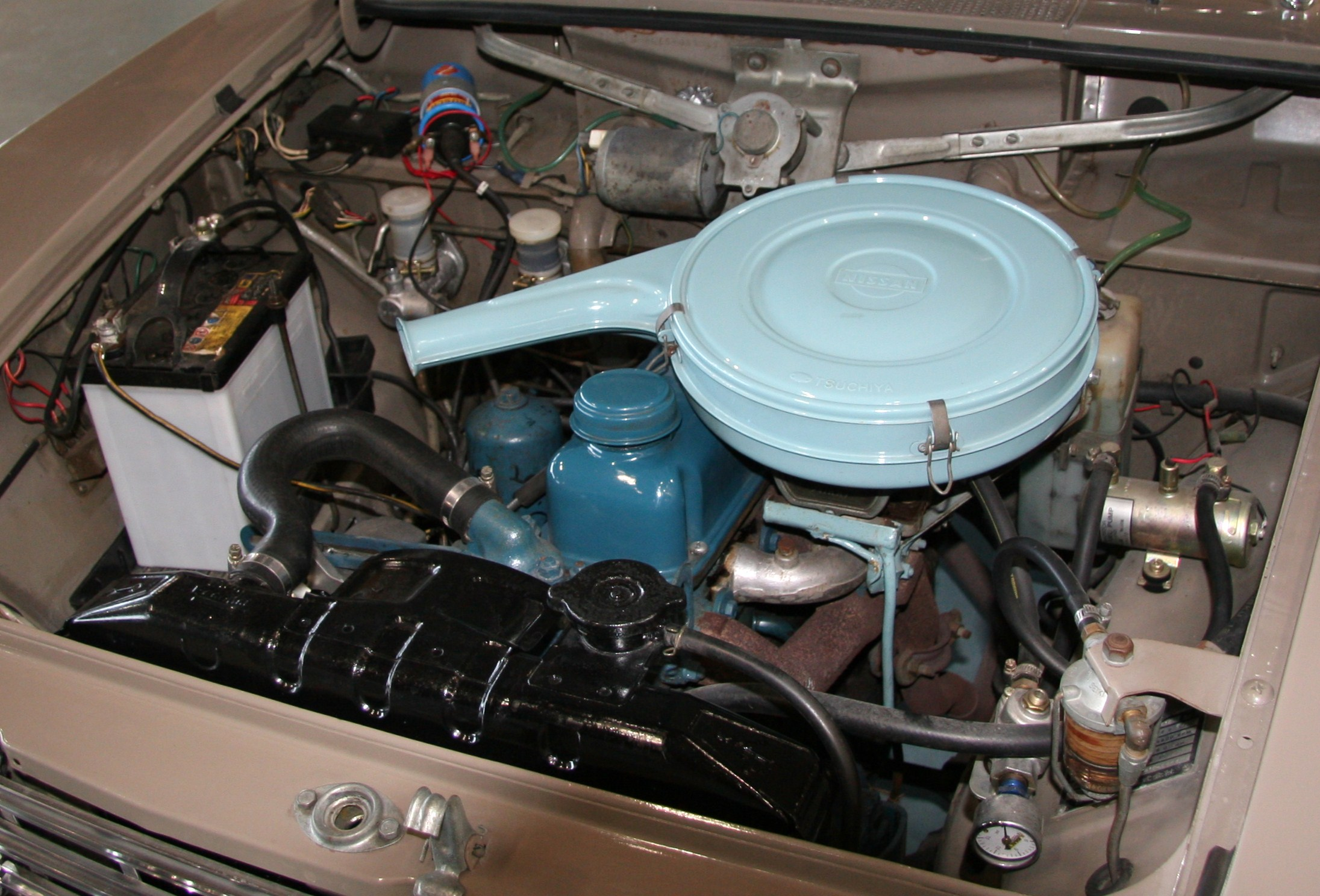
E-1 на Bluebird 410

Первая серия двигателей E была одной из первых отечественных разработок Nissan. Двигатели имели объём 1,2 л (1189 см3), диаметр цилиндра 73 мм и ход поршня 71 мм. Мощность составляет 35 кВт (48 л. с.), а крутящий момент — 82,3 Н⋅м. Позже мощность была увеличена до 44 кВт (60 л. с.), а крутящий момент — до 91,2 Н⋅м.

### Устанавливался на
- E
  - 1958 Datsun Bluebird (211)[3]
  - 1959 Datsun Bluebird (310)
  - 1959 Datsun Truck 222
  - 1960 Datsun Fairlady SP212
- E-1
  - 1960—1962 Datsun Bluebird (311)
  - 1962—1964 Datsun Bluebird (312)
  - 1964—май 1965 Datsun Bluebird (410/411)
  - 1961 Datsun Fairlady SP213
  - 1961 Datsun Pickup 223
  - 1962—1965 Datsun Pickup 320
  - 1968—1969 Datsun Cabstar A320

## Вторая серия
Вторая серия двигателей E представляла собой конструкцию с одним верхним кулачком. Головка блока цилиндров сделана из алюминиевого сплава, а блок цилиндров — чугунный. Впервые двигатель был представлен в 1981 году на Nissan Pulsar (N10), а позже — на Nissan Sentra (B11). Постепенно серию E заменяли серией GA в 1988—1989 годах.

### E10
Объём двигателя E10 составляет 1,0 л (988 см3), диаметр цилиндра — 73 мм, а ход поршня — 59 мм. Обычно он устанавливался на Nissan Pulsar. Двигатель развивал мощность 37 кВт (49 л. с.) при 6000 об/мин и крутящий момент 75 Н⋅м при 4000 об/мин. Степень сжатия 9,0:1. Карбюраторная версия E10S развивала мощность 40 кВт (54 л. с.).

#### Устанавливался на
- 1981—1982 Datsun Cherry/100A N10
- 1981—1985 Nissan Sunny B11
- 1982—1986 Nissan Cherry N12
- 1986—1990 Nissan Cherry/Sunny N13 (ребеджинг Pulsar)

### E13
Объём двигателя E13 составляет 1,3 л (1270 см3), диаметр цилиндра — 76 мм, а ход поршня — 70 мм. Двигатель развивает мощность 44 кВт (59 л. с.). Также существовала версия E13S с двойным карбюратором мощностью 49—55 кВт (66—74 л. с.).

#### Устанавливался на
- Nissan Pulsar (N10) (также продавался как Datsun Cherry)
- Nissan Sunny (B11) (продавался как Sunny 130Y в Малайзии до начала 1990-х годов)
- Nissan Pulsar/Cherry (N12)
- 10.1982—10.1990 Nissan AD Van (VB11) (также продавался как Datsun/Cherry/Pulsar AD Van)

### E15
Объём двигателя E15 составляет 1,5 л (1488 см3), диаметр цилиндра — 76 мм, а ход поршня — 82 мм. Двигатель выпускался в следующих конфигурациях: E15S (с двойным карбюратором), E15E (инжекторный) и E15ET (с турбонаддувом). E15ET был снят с производства в 1987 году. С 1983 по 1984 год двигатель E15 продавался в Японии, Океании и США.

#### Устанавливался на
- E15/E15S
  - 10.1982—10.1990 Nissan AD Van (VB11)
  - Nissan Cherry (N12)
  - Nissan Prairie (M10)
  - Nissan Pulsar/Cherry/Datsun 310 (N10)
  - Nissan Pulsar (N12)
  - 1982—1983 Nissan Sentra (B11)
  - Nissan Sunny (B11)
  - Nissan S-Cargo
- E15ET
  - Nissan Pulsar ET/EXA/Cherry/Langley GT/Sunny LePrix Turbo

### E16
Объём двигателя E16 составляет 1,6 л (1597 см3), диаметр цилиндра — 76 мм, а ход поршня — 88 мм. Серийно двигатель выпускался с 1982 по 1988 год.
В Северной Америке двигатель развивал мощность 52 кВт (70 л. с.) в карбюраторной конфигурации и 53 кВт (71 л. с.) в инжекторной конфигурации. В Европе E16S (без каталитического конвертера) развивал мощность 62 кВт (83 л. с.) при 5600 об/мин и крутящий момент 133 Н⋅м при 3200 об/мин.

#### Устанавливался на
- Nissan Sentra (B12)
- Nissan Sunny/Hikari (B12)
- Nissan Sentra/Tsuru/V16 (B13)
- Nissan Prairie (M10) (Великобритания)
- Nissan EXA/Pulsar NX (N13)
- Nissan Pulsar (N13)

### E16ST
E16ST выпускался в Мексике с 1987 по 1989 год. Турбонаддув позаимствован у E15ET. Двигатель оснащён карбюратором Solex 32, аналогичный Renault 5 GT Turbo.
E16ST выдавал мощность 69 кВт (93 л. с.) при давлении 0,41 бар. Степень сжатия 8,3:1. Прокладка головки блока и сама головка блока цилиндров были идентичны E15ET.

#### Устанавливался на
- Nissan Ninja Turbo (1987)
- Nissan Hikari Turbo (Sunny B12 Coupé, 1988—1989)